# Ву Зіонг Хуан
Ву Зіонг Хуан (1942) — в'єтнамський дипломат. Надзвичайний і Повноважний Посол В'єтнаму в Україні.

## Біографія
Народився у 1942 році у місті Хай Зіонг, В'єтнам. Закінчив В'єтнамський інститут міжнародних відносин. Доктор міжнародних відносин.
З 1973 по 1975 — експерт Управління іноземних досліджень та архівів МЗС В'єтнаму;
З 1975 по 1981 — лектор з історії міжнародних відносин Інституту міжнародних відносин В'єтнаму;
З 1986 по 1992 — заступник начальника, начальник Управління міжнародних відносини і зовнішньої політики СРВ; заступник начальника Управління освіти і науки В'єтнамського інституту міжнародних відносин;
З 1992 по 1995 — проректор В'єтнамського інституту міжнародних відносин;
З 1995 по 1998 — Надзвичайний і Повноважний Посол В'єтнаму в Польщі;
З 1998 по 2002 — головний редактор журналу «Міжнародні дослідження»; заступник голови Наукового комітету МЗС В'єтнаму;
голова Комітету зі співробітництва у галузі безпеки АТР;
З 2002 по 2005 — Надзвичайний і Повноважний Посол В'єтнаму в Україні.